# Капрера
Капрера (Caprera) — остров в составе архипелага Ла-Маддалена, административно относящегося к муниципалитету Ла-Маддалена на северо-востоке Сардинии. Остров Капрера целиком относится к национальному парку архипелага Ла-Маддалена, его территория и акватория входят в охраняемую зону.
Самая высокая точка острова, гора Теялоне, достигает 212 м над уровнем моря; площадь острова составляет 15,7 км², что делает его вторым по величине в архипелаге после острова Ла-Маддалена, с которым он соединён мостом. Поверхность острова сложена гранитами.
На острове обитают многочисленные эндемичные биологические виды. Большая территория покрыта лесами.
Население острова немногочисленное; большинство жителей проживает в деревне Станьяли.
Остров известен тем, что здесь провёл свои последние двадцать лет жизни и умер итальянский революционер Джузеппе Гарибальди.
В честь острова назван астероид (479) Капрера, открытый в 1901 году итальянским астрономом Луиджи Карнера